# Saanich
Saanich is een plaats (district municipality) in Canada in de provincie British Columbia.
Saanich telde in 2006 bij de volkstelling 108.265 inwoners.